# Partycja logiczna
Partycja logiczna, dysk logiczny – wolumin tworzony na partycji rozszerzonej na podstawowym dysku MBR. 
Partycje logiczne przypominają partycje podstawowe, chociaż liczba partycji logicznych, jaką można utworzyć na jednym dysku fizycznym, jest nieograniczona, a liczba partycji podstawowych wynosi maksymalnie cztery.

## Systemy Windows
W systemach z rodziny Windows partycje rozszerzone są najczęściej określane jako dyski logiczne. Dysk logiczny można formatować i można mu przypisać literę dysku. Pierwszą literą przeznaczoną dla dysków twardych jest litera C. Najczęściej właśnie na dysku C umieszczony (zainstalowany) jest system operacyjny Windows - jest to dysk podstawowy (partycja podstawowa). System Windows może także być zainstalowany na partycji rozszerzonej, jednak niezbędne w takiej sytuacji jest, aby pliki programu rozruchowego były umieszczone na którejś z partycji podstawowych.

## Systemy Uniksowe
W systemach z rodziny Unix partycje są reprezentowane jako pliki urządzeń. Partycje najczęściej znajdują się w plikach /dev/hdxy (dyski ATA) lub /dev/sdxy (dyski SATA, SCSI, zewnętrzne dyski USB i inne), gdzie:
x - litera dysku; pierwszy dysk to /dev/hda,
y - numer partycji; partycje logiczne zaczynają się od numeru 5 (włącznie).
System Uniksowy może być zainstalowany na dowolnej partycji, zarówno podstawowej jak i logicznej. Może też wykorzystywać lub współdzielić kilka partycji. Aby móc używać systemu plików na danej partycji jest wymagane jej zamontowanie - czyli przygotowanie do obsługi przez system operacyjny.